# Relaciones México-Uganda
Las naciones de México y Uganda establecieron relaciones diplomáticas en 1976. Ambas naciones son miembros de las Naciones Unidas.

## Historia
El 20 de febrero de 1976, México y Uganda establecieron formalmente relaciones diplomáticas; catorce años después de que Uganda obtuviera su independencia del Reino Unido. México pronto acreditó su embajada en Nairobi, Kenia a Uganda. Desde el establecimiento de relaciones diplomáticas; las relaciones entre ambas naciones han sido casi inexistentes y han tenido lugar principalmente en foros internacionales, como en las Naciones Unidas. En 2001, México abrió un consulado honorario en Kampala.
En mayo de 2010, la subsecretaria de Relaciones Exteriores de México, Lourdes Aranda Bezaury, visitó Uganda junto con el embajador mexicano residente en Kenia, Luis Javier Campuzano. Mientras se encontraban en Uganda, ambos se reunieron con el presidente Yoweri Museveni. El presidente Museveni expreso su interés para que el Presidente de México asistirá a la XV Cumbre de la Unión Africana que se celebrará en Kampala en julio de 2010.  
En julio de 2010, el presidente de México, Felipe Calderón, asistió a la XV Cumbre de la Unión Africana en Kampala, donde asistió como invitado de honor. Durante la reunión entre el presidente Calderón y el presidente Museveni, ambos líderes intercambiaron puntos de vista sobre los efectos de la crisis económica internacional, así como el desafío global que plantea el cambio climático. Ambos líderes también coincidieron en la necesidad de fortalecer la cooperación entre los dos países en áreas de interés mutuo, como el comercio, la agroindustria, el sector energético y la lucha contra la pobreza; además de promover el intercambio científico, cultural y educativo.
En noviembre de 2010, la ministra de Agua y Medio Ambiente de Uganda, Maria Mutagamba, asistió a la Conferencia de las Naciones Unidas sobre el Cambio Climático de 2010 que se celebró en Cancún, México. En 2013, la subsecretaria Lourdes Aranda Bezaury y el embajador mexicano residente en Kenia, Luis Javier Campuzano, regresaron a Uganda para promover la candidatura del Dr. Herminio Blanco al puesto de director general de la Organización Mundial del Comercio.
En 2019, varios cientos de migrantes africanos ingresaron a México en ruta hacia la Frontera entre Estados Unidos y México. Muchos de los migrantes se originaron en Uganda e intentaban buscar asilo en los Estados Unidos y escapaban de los disturbios civiles y los abusos de los derechos humanos en Uganda.

## Visitas de alto nivel
Visitas de alto nivel de México a Uganda
- Subsecretaria de Relaciones Exteriores Lourdes Aranda Bezaury (2010, 2013)
- Presidente Felipe Calderón (2010)

Visitas de alto nivel de Uganda a México
- Ministro de Turismo Edward Rugumayo (2003)
- Ministra de Agua y Medio Ambiente Maria Mutagamba (2010)
- Ministra de finanzas Maria Kiwanuka (2014)

## Acuerdos bilaterales
Ambas naciones han firmado un Memorando de Entendimiento para el Establecimiento de un Mecanismo Consultivo sobre Intereses Mutuos (2010).

## Comercio
En 2023, el comercio entre México y Uganda ascendió a $18.5 millones de dólares. Las principales exportaciones de México a Uganda incluyen: válvulas y materiales similares para tuberías, maquinaria y aparatos mecánicos, productos de base química, partes y accesorios de vehículos automotores, levadura, extracto de malta, semillas, frutas y esporas para sembrar. Las principales exportaciones de Uganda a México incluyen: materiales minerales, café, té, máquinas y aparatos, máquinas calculadoras y grabadoras de bolsillo, productos de base química, caucho, prendas de vestir, y madera.

## Misiones diplomáticas
- México está acreditado ante Uganda a través de su embajada en Nairobi, Kenia y mantiene un consulado honorario en Kampala.[8]
- Uganda está acreditado ante México a través de su embajada con sede en Washington D. C., Estados Unidos.[9]